# Christy
Christy is een  christelijke historische roman van de hand van de Amerikaanse auteur Catherine Marshall. Het boek verscheen in 1967 en gaat over de jonge onderwijzer Christy Huddleson die verarmde kinderen in de Appalachen onderwijst. Het boek verscheen in 1995 in een Nederlandstalige vertaling.
In 1994 verscheen de tv-serie Christy, gebaseerd op het boek. De belangrijkste boekenprijzen voor fictie geïnspireerd vanuit het christelijk geloof, de Christy Awards, zijn vernoemd naar het boek.

## Achtergrond
Het boek geldt als het prototype van de christelijke roman. Het blad Christianity Today nam het boek op in een lijst met vijftig invloedrijkste boeken, verschenen na de Tweede Wereldoorlog, binnen de evangelicale beweging. 
De schrijfster Catherine Marshall was geïnspireerd door haar moeder Leonora Whitaker die als jonge alleenstaande vrouw les gaf aan kinderen in de Appalachen. Marshall maakte aantekeningen voor een vervolg, maar dat kwam er nooit. De aantekeningen werden 34 jaar na het verschijnen van Christy gevonden door familieleden. 

## Verhaal
Het verhaal begint in 1912. Christy Huddleson, de 19-jarige dochter van een welgestelde familie uit North Carolina, hoort tijdens een opwekkingsbijeenkomst van een zendingsprogramma in het dorpje Cutter Gap in de Appalachen. Haar ouders zijn aanvankelijk terughoudend, maar stemmen in op het moment dat Christy doorzet.
Vanaf de eerste dag in de Appalachen wordt Christy uitgedaagd door de primitieve omstandigheden en de volksgeneeskunde van de bergbewoners. Haar mentor, de quaker Alice Henderson, moedigt haar aan de mooie kanten van de gemeenschap te zien en hen te helpen om zelfvoorzienend te worden. Christy probeert samen met de predikant David Grantland de kinderen te scholen en een einde te maken aan de vele familievetes in de gemeenschap. De lokale arts Neil MacNeill, een agnost, probeert Christy oog te laten hebben voor de lokale praktijken en tradities.
Na verloop van tijd sluit Christy vriendschap met de lokale bewoners. Ze kan goed opschieten met miss Alice (Henderson) en Neil MacNeill en ontdekt dat de arts getrouwd was met de dochter van miss Alice. Die dochter kreeg ze nadat ze verkracht was door een passerende prediker. MacNeill is verbitterd over de dood van zijn vrouw en wijst daarom het christelijk geloof af. Tegelijkertijd begint Christy  romantische gevoelens te koesteren voor zowel MacNeil als predikant David Grantland.